# Уральский франк
Ура́льские фра́нки — товарно-расчётные чеки товарищества «Уральский рынок». Были напечатаны в 1991 году по инициативе группы молодых предпринимателей и общественных деятелей под руководством уральского бизнесмена и политика Антона Бакова при поддержке премьер-министра Е. Т. Гайдара.
После принятия Конституции 1993 года, закрепившей монополию Центробанка на эмиссию денежных знаков в стране, уральские франки не поступали в оборот, но нашли применение в качестве талонов на питание на металлургическом заводе им. А. К. Серова во время руководства Бакова в 1997 году.

## История

### Причины появления
После распада СССР, сопровождавшегося политическими и экономическими потрясениями в России, наступил период сложного развития государства, когда возникли серьёзные противоречия между прежней планово-распределительной системой производства и первым этапом либерализации цен, сопровождавшиеся дефицитом товаров и кризисом наличности из-за неготовности правительства к инфляции. Урал оказался в наиболее тяжёлом положении, так как производимая им продукция в основном предназначалась для нужд государства и не пользовалась спросом внутри страны. Группа независимых экспертов во главе с уральским бизнесменом и политиком Антоном Баковым предложила изменить ситуацию через изменение форм отношений между субъектами экономики посредством введения в обращение новой расчётной единицы — «уральского франка», применяемого параллельно с рублём и не противоречащего тогдашнему законодательству. Баков и его сподвижники были увлечены идеей конкуренции денег под влиянием экономистов Ф. фон Хайека и В. А. Найшуля и позже в 1993 году поддерживали идею автономии Свердловской области в качестве Уральской республики.
Идея уральского франка нашла поддержку в Москве: было получено письмо о целесообразности уральских денег за подписью премьер-министра Е. Т. Гайдара, не стали чинить препятствий Минфин и Госбанк России. Название «уральский франк» было выбрано по аналогии со швейцарским франком как своеобразный символ стабильности и надёжности.

### Печать и запрет банкнот
Товарно-расчётные чеки «уральские франки» были изготовлены в 1991 году по эскизам архитектора Софьи Демидовой на Пермской печатной фабрике «Гознак» по заказу екатеринбургского предприятия ТОО «Уральский рынок» и в соответствии с письмом-разрешением государственного производственного объединения производства государственных знаков Министерства финансов СССР от 04.09.91 года № 01/2а-106. Отпечатано было 1 миллион 930 тысяч чеков номиналами 1, 5, 10, 20, 50, 100, 500 и 1000 «уральских франков» на общую сумму в 56 миллионов франков. Оплату печати банкнот в сумме чуть более 400 тысяч рублей осуществило совместное свердловское предприятие «Ист Лайн». Стоимость заказа, по утверждению Бакова, составила 20 тысяч долларов США.
Отпечатанные бланки в феврале 1992 года были военным вертолётом доставлены из Перми в Екатеринбург и сданы на хранение в Ленинский филиал Свердлсоцбанка. Несмотря на то, что «франки» были уже отпечатаны, заказчики так и не решились ввести их в обращение. В феврале 1993 года «уральские франки» были получены работником ТОО «Уральский рынок» по доверенности. После этого времени о нахождении банкнот ничего не известно.
После принятия в декабре 1993 года новой Конституции России, предусматривавшей денежную эмиссию исключительно Центральным банком Российской Федерации, идея введения уральских франков в оборот стала незаконной. При этом ранее, в течение 1993 года, в Екатеринбурге проектировалась и создавалась Уральская республика, которая позиционировалась как субъект Российской Федерации без собственной валюты. Позднее появилось мнение, что франки готовились в качестве валюты этой республики, но её создатели категорически это отрицали, указывая на то, что чеки были напечатаны гораздо раньше появления идей о республике. Республика была со скандалом ликвидирована вскоре после создания, в её конституции наличие собственной валюты (а также армии и подобного) отрицалось — она готовилась до принятия Конституции РФ 1993 года в условиях правового вакуума по многим фундаментальным вопросам. А в 1994 году была введена уголовная ответственность за выпуск региональных денег: «Статья 87.1. Выпуск в обращение неофициальных денежных знаков. Выпуск в обращение должностными лицами органов власти субъектов Российской Федерации любых денежных знаков, отличающихся от официальной денежной единицы, находящейся в денежном обращении Российской Федерации, — наказывается лишением свободы на срок от пяти до десяти лет».
В некоторых воспоминаниях ситуация отразилась в сильно искажённом виде: 

... ряд регионов даже пошёл по пути выпуска всяких местных квазиденег ... Дальше всех шагнул в этом направлении свердловский губернатор Эдуард Россель. Он нашёл в местных хранилищах уральские франки, выпущенные ещё в годы Гражданской войны белогвардейским правительством и попытался официально запустить их в обращение. ... Инициативу Росселя президенту пришлось подрубать на корню— Нечаев А. А., Россия на переломе. Откровенные записки первого министра экономики : без купюр и цензуры. — М. : Олимп : Астрель, 2010. — 575 с., ISBN 978-5-9648-0318-8

### Уральские франки в Серове
В 1997 году чеки номиналом 1, 5, 10, 20 «уральских франков» были выпущены в обращение на Серовском металлургическом заводе, где генеральным директором в то время был Антон Баков. Ими можно было расплачиваться в заводских магазинах, столовых и буфетах. В распоряжении дирекции находился 1 миллион чеков, судьба остальных 930 тысяч штук неизвестна.
Сначала в обращение были выпущены оригинальные банкноты, а после того, как действия руководителей завода привлекли внимание прокуратуры, часть тиража была промаркирована соответствующими надпечатками: «Талоны на питание». Несколько перерегистраций собственников серовского завода, проводившихся с целью минимизации налогообложения, отразились на чеках. Сначала на них проставлялись оттиски печатей металлургического завода, а затем муниципального учреждения «Техноград Северный» и муниципального образования «Верхотурский уезд».
Франки, заменившие талоны на питание, принимались в заводских столовых и магазинах по курсу 7 тысяч рублей (до деноминации) за купюру любого номинала. После деноминации и с учётом инфляции стоимость талонов составила 10—12 рублей. Позднее на купюрах появились оттиски печатей отдельных цехов завода (например, «сортопрокатный», «крупносортный», «автотранспортный» и др.).

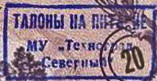
Один из видов надпечаток на Уральских франках, использовавшихся на Серовском метзаводе в качестве талонов на питание

По словам Бакова, «… это очень помогло заводу. Тогда был дикий кризис ликвидности, денег не было — не было такого, чтобы ты выдал зарплату всем работникам, а они пошли и потратили. Зарплата всегда отставала от потребности людей. С франками люди могли кушать в течение месяца, а потом мы просто выдавали им чуть меньше денег. Когда я пришёл на завод, у меня в 11 столовых кушало 15 человек в день, а через три года мы кормили 10 тысяч человек ежедневно».
В 2000 году Баков был смещён с поста директора завода в процессе обострения политического конфликта с Эдуардом Росселем, сопровождавшегося милицейским оцеплением, автоматной стрельбой и двумя штурмами. Новая администрация предприятия 2 ноября 2000 года отменила обращение «франков» на заводе.
Известно, что более 500 тысяч штук «уральских франков» были изъяты и находились на хранении в прокуратуре Серова.

## Подделки
«Уральские франки», использовавшиеся в качестве талонов на питание, имели номиналы 1, 5, 10, 20 и 50 «франков». Таким образом, появление банкнот высших номиналов с соответствующими надпечатками (либо целого комплекта из 8 купюр в прессовом состоянии) может свидетельствовать только об их кустарном происхождении.
Подлинность «уральских франков» с печатями Всероссийского общества инвалидов (г. Свердловск) у специалистов вызывает сомнения.
Также существуют «уральские франки» с печатью «Клуба коллекционеров Екатеринбурга», однозначно относимые к разряду сувениров.

## Описание бон
По виду и оформлению уральские франки представляют собой высокохудожественные произведения полиграфического искусства с девятью степенями защиты от подделки, что характерно для ценных бумаг высокой стоимости.
В 1991 году на Гознаке были напечатаны купюры достоинством в 1, 5, 10, 20, 50, 100, 500 и 1000 уральских франков.
На лицевой стороне банкнот изображены известные государственные деятели, писатели и художники Урала, на оборотной — наиболее значительные уральские архитектурные памятники. Под названием эмитента «Товарищество Уральский рынок» помещено наименование боны — Товарно-расчётный чек и условия его обращения: Передача, продажа, обмен чеков осуществляется через товарищество. Гарантируется товарное обеспечение на указанную сумму. На деньгах слева стоит подпись председателя правления А. Назарова. Справа — подпись казначея Пономарёва.
| Изображение | Изображение | Номинал      | Размер    | Лицевая сторона                                                          | Оборотная сторона                     | Дата печати |
| ----------- | ----------- | ------------ | --------- | ------------------------------------------------------------------------ | ------------------------------------- | ----------- |
|             |             | 1 франк      | 80×145 мм | Ибак                                                                     | Тюмень, коммерческое училище          | 1991        |
|             |             | 5 франков    | 80×145 мм | Демидов                                                                  | Невьянск, башня                       | 1991        |
|             |             | 10 франков   | 80×145 мм | П. П. Аносов (в подписи под портретом ошибочно указаны инициалы «А. Б.») | Златоуст, арсенал                     | 1991        |
|             |             | 20 франков   | 80×145 мм | Мамин-Сибиряк                                                            | Екатеринбург, дом Ипатьевых           | 1991        |
|             |             | 50 франков   | 80×145 мм | Нестеров                                                                 | Уфа, здание женской гимназии          | 1991        |
|             |             | 100 франков  | 80×145 мм | Менделеев                                                                | Тобольск, Кремль                      | 1991        |
|             |             | 500 франков  | 80×145 мм | Дягилев                                                                  | Пермь, дом Дягилева                   | 1991        |
|             |             | 1000 франков | 80×145 мм | Чайковский                                                               | Воткинск, дом-музей П. И. Чайковского | 1991        |

## Современность

Монета 2021 года, привязанная к криптовалюте

Уральские франки упоминаются в прессе и аналитических работах как важная тема новейшей истории России, имеют нумизматическую ценность. Увидеть коллекцию уральских франков можно в «Центре истории Свердловской области» и в «Ельцин-центре».
В феврале 2017 года социолог Александр Долганов сообщил в интервью Ура.ру, что при социологических исследованиях в Свердловской области её жители и в нынешние времена особо отмечают историческую роль Эдуарда Росселя в связи с уральскими франками и Уральской республикой (притом, что Россель к франкам причастен не был: они появились на 2 года раньше, чем республика, без всякой связи с ней и никогда связаны не были).
В 2021 году, к 30-летию проекта, Антон Баков выпустил новую версию уральского франка в серебряных монетах 925 пробы весом 20 грамм тиражом 500 экземпляров. На аверсе надпись «Богдашка Топорок. Частные деньги», на реверсе — «Один уральский франк светлейших князей Баковых». Богдашка Топорок — живший в XVII веке на Урале предок Бакова, наиболее ранний из тех, что Бакову удалось обнаружить в ходе частной генеалогической работы с архивами. Баков превратил его в литературного персонажа, выпустив серию иллюстрированных юмористических зарисовок. На аверсе отчеканен образ Богдашки, придуманный карикатуристом Максимом Смагиным. «Светлейшие князья» — наследственный титул Российской Империи, полученный Баковым от наследника её правящей династии, упоминание о них на реверсе снабжено фамильным гербом Баковых. Цель выпуска монет нумизматическая, запуск их в оборот в России запрещён законом, однако Баков привязал их к криптовалютной сети Binance с токеном Uralfranc и готов выпустить новые партии при наличии спроса.

## Ссылка
- Демидова С. Оборотная сторона уральских франков, или как я рисовала деньги // Уралнаш, 21.11.2011
- ЖЖ арх. Софьи Демидовой
- Новый сайт уральского франка, запущенный в 2021 году с выпуском монеты